# 호텔위탁경영
호텔위탁경영은 기업체가 경영에 관한 노하우를 가지고 있는 제3자에게 회사 경영을 위탁하는 것이다. 일반적으로 위탁경영은 소유회사와 경영회사가 위탁경영계약을 체결함으로써 경영을 전문으로 하는 회사가 경영전권을 맡고 소유회사는 자산관리에만 전념하게 된다. 다른 업종의 위탁경영은 병원, 호텔, 급식업체 등에서 많이 도입한다.

## 사례
- 2008년 신세계백화점은 서울특별시 영등포구 소재 경방필백화점의 위탁 경영 계약을 체결하여 2009년 9월 16일 리뉴얼 오픈한 이후 두 백화점을 통합하여 타임스퀘어라는 복합 쇼핑몰로 재탄생하였다.
- 신세계백화점은 (주)아라리오의 야우리백화점과의 '경영제휴 및 위탁경영 '를 체결하여 2010년 12월 10일 충청남도 천안시 동남구 만남로 43(신부동) 천안종합버스터미널에서 복합적인 쇼핑몰로 개점하였다.
- 다인프로젝트
- HTC
- (주)에이피씨코포레이션